# Corrosina
Corrosina es un género de foraminífero planctónico de la familia Guembelitriidae, de la superfamilia Heterohelicoidea, del suborden Globigerinina y del orden Globigerinida. Su especie tipo es Corrosina pupoides. Su rango cronoestratigráfico abarca el Chattiense (Oligoceno superior).

## Descripción
Corrosina incluía especies con conchas triseriadas, de forma subcónica globular; sus cámaras eran subesféricas; sus suturas intercamerales eran incididas; su contorno ecuatorial era subtriangular lobulado; su periferia era redondeada; su abertura principal era interiomarginal, umbilical-extraumbilical, con forma de arco alto; presentaban pared calcítica hialina, finamente perforada con poros cilíndricos, y superficie rugosa.

## Discusión
En la descripción original, Corrosina fue comparado tanto con el género bentónico Bulimina como con el planctónico Guembelitria, e incluso llegó a ser considerado sinónimo del género bentónico Turrilina. Corrosina fue incluido dentro de los heterohelícidos y de los guembelítridos porque su morfología recuerda a la de Guembelitria, aunque el origen filogenético y su modo de vida -planctónico o bentónico- no están todavía aclarados. Clasificaciones posteriores han incluido Corrosina en el orden Heterohelicida.

## Clasificación
Corrosina incluye a la siguiente especie:
- Corrosina pupoudes †